# La Vèze
La Vèze település Franciaországban, Doubs megyében. Lakosainak száma 495 fő (2022. január 1.). La Vèze Morre, Saône, Tarcenay-Foucherans, Fontain és Les Monts-Ronds községekkel határos.

## Népesség
A település népességének változása:
| Lakosok száma | 244  | 368  | 400  | 443  | 442  | 442  | 455  | 478  | 483  | 495  |
|               | 1968 | 1982 | 1990 | 2006 | 2013 | 2015 | 2017 | 2019 | 2020 | 2022 |